# 全日本スキー連盟
公益財団法人全日本スキー連盟（ぜんにほんスキーれんめい、英: SKI ASSOCIATION OF JAPAN、略称: SAJ）は、日本におけるスキーをはじめとしたスノースポーツの国内競技連盟。日本オリンピック委員会、日本スポーツ協会加盟団体、旧所管は文部科学省。

## 歴史
1925年（大正14年）2月15日、全日本スキー連盟が設立。1926年（大正15年）には、国際スキー連盟（FIS）に加盟した。第二次世界大戦により、1944年（昭和19年）から1947年（昭和22年）まで全日本スキー選手権大会が開催できない状況が続いたが1948年（昭和23年）に開催を復活。1951年（昭和26年）2月には、皇室から御紋付トロフィーを賜った。

## 総務本部
|    | 氏名     | 在職期間         |
| -- | -------- | ---------------- |
| 1  | 稲田昌植 | 1925(大正14年) - |
| 2  | 小島三郎 | 1936(昭和11年) - |
| 3  | 小川勝次 | 1954(昭和29年) - |
| 4  | 木原均   | 1958(昭和33年) - |
| 5  | 東龍太郎 | 1968(昭和43年) - |
| 6  | 伴素彦   | 1975(昭和50年) - |
| 7  | 堤義明   | 1986(昭和61年) - |
| 8  | 伊藤義郎 | 2004(平成16年) - |
| 9  | 鈴木洋一 | 2010(平成22年) - |
| 10 | 北野貴裕 | 2015(平成27年) - |
| 11 | 勝木紀昭 | 2020(令和2年) -  |
| 12 | 原田雅彦 | 2024(令和6年) -  |

## 競技本部
- ノルディックスキー
  - ジャンプ
  - コンバインド
  - クロスカントリー
- アルペンスキー
- フリースタイルスキー
  - モーグル
  - エアリアル
  - スキークロス
  - ハーフパイプ/スロープスタイル
- スノーボード
  - アルパイン
  - スノーボードクロス
  - ハーフパイプ/スロープスタイル/ビッグエア

## 教育本部
- ナショナルデモンストレーター
- SAJデモンストレーター
- 公認スキー指導者（公認スキー指導員・公認スキー準指導員）
- ※イグザミナー制度は廃止のため削除 * SAJ教育本部オフィシャルブック
- 公認スキー検定員
- スキーバッジテスト
- 公認スキーパトロール
- 公認ドクターパトロール
- 全日本スキー技術選手権大会
- ナショナルスノーボードデモンストレーター
- SAJスノーボードデモンストレーター
- スノーボード指導者(公認スノーボード指導員・公認スノーボード準指導員)
- 公認スノーボード検定員
- 公認クロスカントリースキー指導者
- 公認クロスカントリースキー検定員
- SAJスノーボードバッジテスト
- スノーボードプライズテスト
- 全日本スノーボード技術選手権大会

## 問題
- 2022年10月4日、会員管理システムの不具合によって会員情報11万件超について権限のない会員が閲覧できる状態になっていたと発表し、謝罪した[5]。